# 梁邦彦
梁 邦彦（りょう くにひこ、1960年1月1日 - ）は、韓国のピアニスト、作曲家、音楽プロデューサー。東京都生まれ、在日韓国人2世。韓国名および韓国でのアーティスト名は梁 邦彦（ヤン・バンオン、양 방언、英: Yang Ban Ean）。血液型O型。

## 人物
医師出身の音楽家。
1980年代半ばから浜田省吾のバックバンドなどで音楽活動を開始。その後、1995年に甄子丹（ドニー・イェン）主演の香港・台湾合作TVドラマ「精武門」やジャッキー・チェン主演映画「デッドヒート（Thunder Bolt）」の音楽監督を担当したのを皮切りに、作曲家や音楽プロデューサーなどとして、主に日本や香港などの中華圏を中心にアジア地域のポップアーティストのアルバム制作やライブに数多く参加。
特に浜田省吾の楽曲編曲や香港のロックバンドBEYONDのアルバム・プロデュースなどが知られる。
その一方で、元カシオペアの櫻井哲夫&神保彰のバンド・シャンバラにも参加、1996年には日本でソロデビューを果たす。
2002年に4thアルバム収録曲「Frontier!」が釜山アジア大会の公式テーマ曲に選ばれたのを機に、韓国でも大きく注目される。
以後、東洋と西洋を融合させた世界観、韓国伝統音楽からクラシック、ロック、ジャズ、ワールドミュージックまで、ジャンルにとらわれない幅広い音楽性で日韓で多数のオリジナル・アルバムを発表する一方、映画、アニメーション、ドキュメンタリー、CM、ドラマ、オンラインゲームなど多岐にわたるジャンルの劇伴音楽を制作、そのサウンドトラック・アルバムも数多くリリース。
朴槿恵（パク・クネ）第18代韓国大統領就任式祝賀公演（13年）、ユネスコ創設70周年記念公演（15年）、ソチ冬季オリンピック閉会式（14年）、平昌（ピョンチャン）冬季オリンピックの開・閉会式（18年）などの公的行事で音楽監督を務めた。

## 来歴
1960年1月1日、東京・下町、開業医の父親のもと、5人兄弟の末っ子として誕生。6歳の頃からピアノを習い、中学時代はロックバンドでキーボードやギターを担当するなど、幼少期から多様な文化・音楽に親しみながら成長する。専門職に従事することを願った父親の思いを受け医科大学に進学するが、在学中からプロのミュージシャンとして活動を開始する。
1981年
- 大学在学中よりキーボーディストとして様々なアーティストのツアーサポートや作曲家・音楽プロデューサーとしての活動を開始[3]。

1985年
- 大学卒業後、麻酔科医として都内の大学病院に勤務[3]。苦悩の末、1年で辞めて音楽の道に進むことを選択[9]。

1986年
- 浜田省吾のバックバンドに参加。以後、バンドメンバー・音楽プロデューサー・編曲家として約10年間にわたり活動を共にする[5]。

1989年
- 櫻井哲夫と神保彰によって結成されたシャンバラに参加。同年7月20日にアルバム『SHAMBARA』をリリース。

1995年
- ドニー・イェン主演の香港スターTV放送のドラマ「精武門」やジャッキー・チェン主演の香港映画「デッドヒート」の音楽監督を担当。

1996年
- アルバム『The Gate Of Dreams』でポリドール・レコードよりソロ・デビュー[4]。以降ソロ名義で多数のフルアルバムとコンピレーション作品をリリースし、2ndアルバム『Into the Light』以降、大編成のロンドンオーケストラ（ロンドン交響楽団、ロンドン・フィルハーモニー管弦楽団、ロイヤル・フィルハーモニー管弦楽団）が多くの作品に参加している。

2001年
- 4thソロアルバム『Pan-O-Rama』が日本に先がけてYANG BANG EAN名義で韓国でリリースされる。ニュー・エイジ・チャートのトップを飾り、ポップ・チャートの上位にもランキングされる[3]。韓国MBCのTV ドラマ「商道」メインテーマ曲「Too far away」を作曲・編曲。

2002年
- 釜山アジア大会のメインテーマ曲として『Frontier!』（4thアルバム『Pan-O-Rama』収録）が採用されたのを機に、韓国での活動を活発化。

2004年
- 韓国KBSスペシャルドキュメンタリー『陶磁器』の全音楽を担当（2004年度韓国放送大賞、最優秀賞受賞）。

2005年
- 韓国『サムスン』の企業イメージソングとして「ECHOES」（5thアルバム『ECHOES』収録）が採用され、韓国全土でオンエアー。
- 6月6日、ソウル最大のコンサートホール、セジョン文化会館でワンマンライブ。
- 9月1日、韓国チョンジュ市において世界初の世界遺産登録記念授賞式イベント前夜祭でワンマンコンサート。

2006年
- 5月から6月にかけ、韓国地方都市3カ所とセジョン文化会館で単独コンサート。

2007年
- ニューヨークフェスティバル広告部門グランプリ 「Korea Sparkling」 BGM作曲（韓国観光公社感謝状）。

2008年
- ソウル市観光広報大使に就任（2010年まで）。

2009年
- 9月23日、セジョン文化会館で韓国での音楽活動10周年を記念したコンサート「梁文彦EVOLUTION 10th anniversary」を開催。

2011年
- 済州「世界7大自然景観」広報大使。

2012年
- 韓国国立劇場主催「Yau-Rack Music Festival」芸術監督に就任（2014年まで）。
- ドイツのクラシック大手出版社SCHOTT MUSICのペーター・ハンザー・シュトレッカー会長の70歳記念イベント「Petrushka Project」に世界の70人の作曲家のうちの一人として参加。誕生プレゼントとしてピアノ曲を提供する[5]。

2013年
- 2月25日：朴槿恵（パク・クネ）大統領就任式の祝賀公演で音楽監督を務める[4]。
- 梁がアリランを現代的に再解釈して作曲した「アリランファンタジー」をアン・スクソン、インスン、チェ・ジョンウォン、ナ・ユンソンの4人が国民合唱団と一緒に歌った[6]。
- 父親の生まれ故郷である韓国・済州島で行われる音楽フェス「JMF (Jeju Music Festival)」の芸術監督を担当し、自らも出演する[4][5]。以降、毎年夏参加。

2014年
- ソチ冬季オリンピック閉会式の次期開催地PRセレモニーの音楽監督と演奏を手掛ける[5]。
- 韓国歌手のRUI（イ・スンチョル）が「独島コンサート」で脱北合唱青年団40人と歌った南北統一ソング「その日に」をオーケストラ編曲[11][12]。
- ユネスコ韓国委員会の平和芸術広報大使に委嘱される[6]。

2015年
- 11月1日、パリのユネスコ本部で開かれたユネスコ設立70周年記念総会のオープニングセレモニーで作曲・演奏を担う[5]。

2016年
- ソロデビュー20周年を迎え、ベスト・アルバム『THE BEST』をリリース。
- 12月、ソロデビュー20周年記念コンサート「UTOPIA」をソウル国立劇場と東京グローブ座で開催[4]。

2017年
- 済州ビエンナーレ2017「ツーリズム・Tourism」梁邦彦 Breeze of Jeju 音楽監督。
- 10月27日、日韓のアーティストが参加した平昌オリンピックを応援するアルバム『Echoes for PyeonChang』を韓国で発売[5]。

2018年
- 2月、平昌冬季オリンピックの開・閉会式の音楽監督を担当[13]。

## 作品

### シングル
|     | 発売日        | タイトル                                    | 規格   | 規格品番  | レーベル | 備考 |
| --- | ------------- | ------------------------------------------- | ------ | --------- | -------- | ---- |
| 1st | 1997年1月29日 | スカーレット インストゥルメンタル・スケッチ | 8cmCD  | PODH-1343 | Polydor  |      |
| 2nd | 1997年9月18日 | The Wings of Mirage                         | 12cmCD | POCH-1645 | Polydor  |      |

### オリジナル・アルバム
|     | 発売日         | タイトル           | 規格 | 規格品番    | レーベル          | 備考 |
| --- | -------------- | ------------------ | ---- | ----------- | ----------------- | ---- |
| 1st | 1996年11月4日  | The Gate Of Dreams | CD   | POCH-1606   | Polydor           |      |
| 2nd | 1998年4月22日  | Into the Light     | CD   | POCH-1688   | Polydor           |      |
| 3rd | 1999年7月28日  | ONLY HEAVEN KNOWS  | CD   | POCH-1802   | Polydor           |      |
| 4th | 2001年10月3日  | Pan-O-Rama         | CD   | RSCR-1001   | GEMMATIKA Records |      |
| 5th | 2004年5月14日  | ECHOES             | CD   | EDFC0801-1  | SONY MUSIC Korea  |      |
| 6th | 2009年10月19日 | Timeles Story      | CD   | EDFC 0910-1 | SONY MUSIC Korea  |      |
| 7th | 2011年12月20日 | Floating Circle    | CD   | EDFC 1111-1 | SONY MUSIC Korea  |      |
| 8th | 2016年6月1日   | Embrace            | CD   | EMJ1606-1   | ENDORF MUSIC      |      |

### ベスト・アルバム
|     | 発売日         | タイトル                        | 規格 | 規格品番   | レーベル          | 備考 |
| --- | -------------- | ------------------------------- | ---- | ---------- | ----------------- | ---- |
| 1st | 2002年5月02日  | Piano Sketch                    | CD   | RSCR-1003  | GEMMATIKA Records |      |
| 2nd | 2016年10月21日 | 20th Anniversary Album:THE BEST | 2CD  | KTMCD-0712 | UNIVERSAL KOREA   |      |

### ライブ・アルバム
|     | 発売日        | タイトル      | 規格 | 規格品番  | レーベル                      | 備考 |
| --- | ------------- | ------------- | ---- | --------- | ----------------------------- | ---- |
| 1st | 2013年12月5日 | Piano Fantasy | CD   | VDCD-6467 | WARNER MUSIC KOREA / VITAMIAN |      |

### 企画アルバム
|  | 発売日         | タイトル               | 規格 | 規格品番   | レーベル        | 備考                                 |
|  | -------------- | ---------------------- | ---- | ---------- | --------------- | ------------------------------------ |
|  | 2017年11月10日 | Echoes for Pyeongchang | CD   | KTMCD-0712 | UNIVERSAL KOREA | 平昌オリンピックを応援するアルバム。 |

### サウンドトラック
|  | 発売日         | タイトル                                                                                | 規格 | 規格品番      | レーベル                      | 備考                                                                       |
|  | -------------- | --------------------------------------------------------------------------------------- | ---- | ------------- | ----------------------------- | -------------------------------------------------------------------------- |
|  | 2003年4月23日  | 十二幻夢組曲                                                                            | CD   | VICL-60891    | Victor Entertainment          | TVアニメ『十二国記』のサントラ盤｡                                          |
|  | 2003年4月23日  | 十二幻夢絵巻                                                                            | CD   | VICL-60892    | Victor Entertainment          | TVアニメ『十二国記』のサントラ盤｡                                          |
|  | 2003年6月21日  | 十二国記 夜想月雫 Piano Memories                                                        | CD   | VICL-61146    | Victor Entertainment          | TVアニメ『十二国記』のサントラ盤｡                                          |
|  | 2003年6月21日  | 十二国記 蓬山遠景 胡弓 Memories                                                         | CD   | VICL-61147    | Victor Entertainment          | TVアニメ『十二国記』のサントラ盤｡                                          |
|  | 2005年6月7日   | 陶磁器                                                                                  | CD   | CNLR 0513/4-2 | Cnl Music                     | 韓国国営放送局KBSドキュメンタリースペシャル『陶磁器』のサントラ盤。        |
|  | 2005年6月15日  | 英國戀物語エマ Silhouette of a Breeze                                                   | CD   | PCCG-00679    | ポニーキャニオン              | TVアニメ『英國戀物語エマ』のサントラ盤。                                   |
|  | 2006年8月4日   | 「彩雲国物語」オリジナルサウンドトラック 1                                              | CD   | GNCA-1086     | ジェネオンエンタテインメント  | TVアニメ『彩雲国物語』のサントラ盤。                                       |
|  | 2007年1月12日  | 「彩雲国物語」オリジナルサウンドトラック 2                                              | CD   | GNCA-1087     | ジェネオンエンタテインメント  | TVアニメ『彩雲国物語』のサントラ盤。                                       |
|  | 2007年1月17日  | 千年狐ヨウビ                                                                            | CD   | CNLR0704-2    | Cnl Music                     | 韓国の劇場アニメ作品『千年狐ヨウビ』のサントラ盤。                         |
|  | 2007年4月2日   | 「千年鶴」OST                                                                           | CD   | PCSD-00198    | PONYCANYON KOREA              | 韓国映画『千年鶴』のサントラ盤。                                           |
|  | 2007年6月20日  | 英國戀物語エマ 第二幕 Memories                                                          | CD   | PCCG-837      | ポニーキャニオン              | TVアニメ『英國戀物語 エマ 第二幕』のサントラ盤。                           |
|  | 2007年11月19日 | 茶馬古道/Asian Corridor in Heaven                                                       | CD   | PCSD-00236    | PONYCANYON KOREA              | 韓国国営放送局KBSとNHK共同制作のドキュメンタリー『茶馬古道』のサントラ盤。 |
|  | 2007年12月7日  | 「彩雲国物語セカンドシリーズ」オリジナルサウンドトラック                                | CD   | GNCA-1129     | ジェネオンエンタテインメント  | TVアニメ『彩雲国物語セカンドシリーズ』のサントラ盤。                       |
|  | 2008年10月23日 | Aion 〜The Tower Of Eternity〜 Original Sound Track                                     | CD   | PCSD-00277    | PONYCANYON KOREA              | 韓国NCSOFT社のオンラインゲーム『AION』のサントラ盤。                       |
|  | 2010年4月21日  | テガミバチ Original Sound Track Nocturne〜a destiny〜                                   | CD   | LACA-15027    | Lantis                        | TVアニメ『テガミバチ』のサントラ盤。                                       |
|  | 2013年10月16日 | Asta O.S.T                                                                              | CD   | VDCD-6448     | WARNER MUSIC KOREA / VITAMIAN | 韓国NAVER Hangame社のオンラインゲーム『ASTA』のサントラ盤。                |
|  | 2015年1月14日  | AGAIN everlasting dream 〜映画『アゲイン 28年目の甲子園』オリジナル・サウンドトラック〜 | CD   | SECL-1627     | SME Records                   | 映画『アゲイン 28年目の甲子園』のサントラ盤。                              |
|  | 2015年3月18日  | 「暁のヨナ」オリジナル・サウンドトラック                                                | CD   | MJSA-1153     | マーベラス                    | TVアニメ『暁のヨナ』のサントラ盤。                                         |

## 劇伴・CM音楽など

### アニメ
- 十二国記（NHK、2002～2003年）[14]
- ファンタジックチルドレン（エンディング曲 テレビ東京、2004年）
- 英國戀物語エマ（TBS/UHF、2005年/2007年[2期]）
- 彩雲国物語（NHK、2006～2008年[2期]）
- テガミバチ（テレビ東京、2009～2011年[2期]）
- レベルE（テレビ東京、2011年）[15]
- 暁のヨナ（テレビ東京、2014年）

### ゲーム
- オンラインゲーム NCSOFT『AION』
- オンラインゲーム NAVER Hangame『ASTA』

### ドラマ・映画・テレビ
- 『愛さずにいられない』（日本テレビ、1991年）
- 香港ATV&スターTVテレビドラマ『甄子丹（Donnie Yen）主演 精武門』（亜洲電視・衛星電視中文台、1995年）
- ジャッキー・チェン主演香港映画『デッドヒート』（ゴールデン・ハーベスト、1995年）
- 日曜劇場『メロディ』サントラ『スカーレット』（TBS、1997年）
- 韓国MBC40周年記念ドラマ『商道（サンド）』（サントラ主題曲 MBC、2001年～2002年）
- 映画『千年鶴』（2007年）
- 『スーパーモーニング』オープニング曲（テレビ朝日）
- 『見ればなっとく!』オープニング曲（TBS）
- 『NNNきょうの出来事』（日本テレビ、2002年～2003年の期間）
- ドキュメンタリー；NHK-ETV50周年ドキュメンタリ番『日本と朝鮮半島2000年』メインテーマソング
- KBS ドキュメンタリースペシャル『陶磁器』（2004年）
- KBS ドキュメンタリースペシャル『茶馬古道』（2008年）
- 日本映画『アゲイン 28年目の甲子園』中井貴一・波留主演　浜田省吾：主題歌  音楽担当
- 連続ドラマW『ゴールドサンセット』（WOWOW、2025年）

### コマーシャル他
- Samsung　企業イメージ音楽
- Samsung　液晶テレビ「PAVV」
- Sony　デジタルカメラ「α」
- Nikon デジタルカメラ「D-90」
- ソウル市広報CF(日本版；村上龍出演、アメリカ版、中国版、東南アジア版)
- ソウル市広報CF2編（Design Seoul, 漢江Renessance）出演
- Ssangyongハイクラスカー｛Chairman｝CF出演
- 2014年 ソチオリンピック閉会式；2018年平昌オリンピックPRセレモニー 音楽監督

## 受賞歴
- 2005年：韓国放送大賞最優秀作品賞受賞 –  KBSドキュメンタリー「陶磁器」
- 2007年：韓国映画評論家協会最優秀映画音楽賞受賞 – 映画『千年鶴』
- 2008年：韓国大衆音楽賞最優秀映像音楽部門受賞− KBS ドキュメンタリー「茶馬古道」
- 2014年：韓国芸術評論家協議会「今年の最優秀芸術家賞（音楽部門）」受賞